# Karel Stecker
Karel Stecker (22. ledna 1861 Kosmonosy – 13. března 1918 Mladá Boleslav) byl český hudební teoretik, pedagog, varhaník a skladatel.

## Život
Maturoval na gymnáziu v Mladé Boleslavi. Studoval na Právnické fakultě Univerzity Karlovy v Praze. Po dvou letech přešel na fakultu filosofickou, kde byl mimo jiné žákem Josefa Durdíka a Otakara Hostinského. Souběžně studoval na Varhanické škole, kterou ukončil v roce 1882 státními zkouškami.
V roce 1885 se stal na Varhanické škole učitelem praktických předmětů a hry na varhany. Kromě toho působil jako varhaník a ředitel kůru v kostele svaté Voršily a jako učitel zpěvu v dívčí škole řádu Voršilek. V roce 1888 byl jmenován univerzitním lektorem. O rok později došlo ke sloučení Varhanické školy s Pražskou konzervatoří a Stecker se stal na této škole profesorem skladby, dějin hudby a hry na varhany.
Steckerovy první skladby i veřejná vystoupení jako výkonného umělce byly obecenstvem i kritikou příznivě přijaty. Zejména byly vysoce hodnoceny jeho skladby chrámové. Nicméně největších úspěchů dosáhl jako hudební teoretik, kritik, spisovatel a hudební pedagog. Vychoval celou generaci českých hudebních skladatelů a výkonných umělců. Jeho žáky byli např.: Ludvík Čelanský, Otakar Šín, Václav Juda Novotný, Hanuš Svoboda, Bohuslav Martinů, František Lhotka, Jaroslav Křička, Josef Suk starší, Emil Axman a mnoho dalších. Jeho Všeobecný dějepis hudby je první českou vědecky fundovanou prací v tomto oboru.
Zemřel svobodný, na zkornatění tepen, v Mladé Boleslavi.

## Dílo

### Muzikologické spisy
- Nauka o hudební komposici (1884)
- Kritické příspěvky k některým sporným otázkám vědy hudební (1889, v německém překladu 1890)
- Všeobecný dějepis hudby I. a II. (1892, 1903)
- Nauka o nethematické improvisaci varhanní (1904)
- Formy hudební (1905)

články publikované v odborném tisku (výběr)
- O zápovědi kvintové v harmonii (1886)
- O akordech alterovaných (1895–96)
- O akordu nónovém, undecimovém a tercdecimovém (1899)
- O příčnosti harmonické (1907)
- O moderní harmonii (1911)

Dále publikoval velké množství kritických studií, životopisných a příležitostných článků. Byl rovněž autorem a redaktorem hudebních hesel v Ottově slovníku naučném.

### Hudební dílo
Chrámové skladby (vydané tiskem)
- Missa solemnis op. 3
- Missa pro defunctis op. 21
- Missa pastoralis
- Missa dominicalis op. 22
- 3 sbírky motet
- Koleda (směs vánočních písní)

Řada dalších skladeb zůstala v rukopise.
Světské skladby
- Varhanní sonáta op. 1
- Deset písní op. 5
- Květy lásky op. 9
- Písně milostné op. 14 (na slova Jana Nerudy)
- Tři romance pro housle a klavír op. 7
- Smyčcový kvartet op. 4